# Vandhoo (Thaa-atol)
Vandhoo is een van de bewoonde eilanden van het Thaa-atol behorende tot de Maldiven.

## Demografie
Vandhoo telt (stand september 2006) 177 vrouwen en 212 mannen.